# 谷口崇
谷口 崇（たにぐち たかし、1973年1月28日 - ）は日本の男性シンガーソングライター。佐賀県出身。血液型A型。

## 来歴
1973年、佐賀県で生まれ、福岡県で育つ。福岡大学卒業後、上京。
1995年、「MUSIC QUEST JAPAN」に出場し「catch me now」で優秀賞を受賞、翌年にはaikoや椎名林檎などをおさえて、後に2ndシングルとなる「指でさようなら」でグランプリを受賞。
デビュー前には同郷である椎名林檎、久知良秀和と「宇宙アンテナ」というバンドを結成していた。

## ディスコグラフィ
全作詞・作曲：谷口崇（特記以外）

### シングル
|     | タイトル             | 発売日         | 概要・収録曲 |
| 1st | ザ・ルネサンス・マン | 1997年7月24日  | 1. ザ・ルネサンス・マン （編曲：重実徹） テレビ朝日「金之玉手箱」エンディングテーマ 2. Sweegie （編曲：重実徹）                                                |
| 2nd | 指でさようなら       | 1997年9月3日   | 1. 指でさようなら （編曲：重実徹） 日本テレビ「全国高等学校クイズ選手権」エンディングテーマ 2. メルシィ （編曲：重実徹） 3. 指でさようなら                     |
| 3rd | エヴリ・every        | 1997年11月21日 | 1. エヴリ・every （編曲：重実徹、十川ともじ） 日本テレビ「ダウンタウンDX」エンディングテーマ 2. catch me now （編曲：重実徹、十川ともじ）                      |
| 4th | 秘密の海             | 1998年6月26日  | 1. 秘密の海 （編曲：谷口崇、安部潤） 2. 夜をクロール （編曲：谷口崇、安部潤）                                                                                  |
| 5th | カラリといこうぜ!    | 1998年10月22日 | 1. カラリといこうぜ! （編曲：NEONPARK） 2. オールマイティ・ベイビィ （編曲：NEONPARK） 3. メルシィ （編曲：NEONPARK）                                          |
| 6th | 夏ぞら               | 2001年7月18日  | 1. 夏ぞら （編曲：十川ともじ） 日本テレビ「アッコとマチャミの新型テレビ」エンディングテーマ 2. 茜の空で （編曲：皆川真人） 3. ヨランダ （編曲：Penny、谷口崇） |
| 7th | イナミ               | 2001年10月17日 | 1. イナミ （編曲：渋谷慶一郎、山崎哲也） 「代々木アニメーション学院」CMソング 2. COVER ON MY HEART （編曲：山崎哲也）                                          |

### アルバム
|     | タイトル           | 発売日         | 概要・収録曲 |
| 1st | BUSINESS           | 1998年1月28日  | 1. 僕のGRACELAND 2. ザ・ルネサンス・マン 3. catch me now 4. メルシィ 5. 指でさようなら 6. 泣き虫 7. Sweegie 8. 45.5（よんじゅうごんてんご） 9. エヴリ・every 10. 北半球だけでも 11. カモフラージュ                                                       |
| 2nd | becoming           | 1998年12月18日 | 1. becoming （作詞：谷口崇／作曲：谷口崇、幸克哉／編曲：NEONPARK） 2. 走れ!トーマス 3. ヨランダ 4. 夜をクロール 5. カラリといこうぜ! 6. Rock & Hammer 7. 秘密の海 8. 心に水をやろう 9. オールマイティ・ベイビィ 10. 苦々しい 11. ヨランダ・リプライズ\|- |
| 3rd | SONG OF LOVE       | 1999年11月26日 | 1. The Song Of Love 2. Mr.ロビンソン 3. 時間かせぎ 4. 去る夏、来る秋 5. Crawl de Bossa 6. DRAGON★BALL 7. おやすみLOVER 8. 枯れることを知る ） |
| 4th | 1に戻る            | 2005年4月6日   | 1. 愛の証明 2. エンド・オブ・イノセンス 3. 睡蓮 4. Thierry 5. 私じゃない 6. one more try again 7. 友待つ雪 8. ベビメロ 9. それが恋だった 10. こんなにも青空 11. 志布志の凪                                                                               |
| 5th | シンガーズロンリー | 2006年4月26日  | 全曲、弾き語りで収録されている。 1. Cover on my heart 2. 心に水をやろう 3. オールマイティ・ベイビィ 4. ハナ 5. 歌うことで僕は 6. ヨランダ |
| 6th | 7/7 LIVE           | 2007年7月7日   | 1. 愛の証明 2. 走れ！トーマス 3. 友待つ雪 4. イナミ 5. 歌うことで僕は 6. 指でさようなら 7. ザ・ルネサンス・マン 8. DRAGON★BALL 9. ヨランダ 10. エンド・オブ・イノセンス 11. こんなにも青空 12. The Song Of Love                                          |

### 楽曲提供
- Emi with 森亀橋 - 「真夜中のペットショップ」

アルバム『Rembrandt sky』に収録
- 矢野真紀 - 「もうひとりは風」

アルバム『いい風』に収録
- にしん - 「夏の仕業でした。」

シングル「にしんの唄」に収録
- 大森洋平 - 「グローリー」

作詞・作曲：谷口崇、プロデュース：石崎光
西内工務店CMソング

### 参加作品
- 坂本サトル - 「それが愛だと」

アルバム『プライド』、『LIVE caravan~Tour PRIDE 完全版20031009-1101』に収録
- ハシケン - 「シンプル」

アルバム『赤い実』に収録
- Coo

アルバム『＋（プラス）』プロデュース

## 出演

### ラジオ
- 谷口崇のオールナイトニッポン（1997年）
- ARTIST PARADISE（1998年4月 - 1999年3月）